# Louis Lamothe
Louis Lamothe (1822 – 1869) era un artista acadèmic francès nascut a Lió. Se'l recorda avui principalment com el professor d'uns quants artistes cèlebres, notablement Edgar Degas, Elie Delaunay, Henry Lerolle, Henri Regnault, i James Tissot.
Lamothe era un alumne de Jean Auguste Dominique Ingres i Jean-Hippolyte Flandrin. L'historiador d'art Jean Sutherland Boggs el descriu com a pintor d'història "en una tradició cristiana pietosa", i compara els seus "retrats correctes, morals, burgesos, i fins i tot beats" amb els de Flandrin, que Lamothe ajudava en la decoració de l'església de Sant Martin d'Ainay el 1855.